# WAGS
WAGS LA é um reality show americano estreado em 18 de agosto de 2015 na rede de televisão E! Television. O reality show narra a vida profissional e pessoal de várias WAGs.
Em novembro de 2016, a rede renovou o reality para uma terceira temporada. O primeiro spin-off do reality, WAGS Miami, estreou em 2 de outubro de 2016 no mesmo canal. A terceira temporada estreou em 5 de novembro de 2017. Em 4 de maio de 2017, foi anunciado que WAGS Atlanta estava sendo desenvolvida com James DuBose como o produtor executivo da série.

## Elenco
| WAG (Nome do parceiro)                        | Temporadas | Temporadas   | Temporadas |
| WAG (Nome do parceiro)                        | 1          | 2            | 3          |
| WAG (Nome do parceiro)                        | Atual      | Atual        | Atual      |
| --------------------------------------------- | ---------- | ------------ | ---------- |
| Autumn Ajirotutu (esposa de Seyi Ajirotutu)   | Principal  | Principal    | Principal  |
| Barbie Blank (esposa de Sheldon Souray)       | Principal  | Principal    | Principal  |
| Natalie Halcro                                | Principal  | Principal    | Principal  |
| Nicole Williams (esposa de Larry English)     | Principal  | Principal    | Principal  |
| Olivia Pierson                                | Principal  | Principal    | Principal  |
| Sasha Gates (esposa de Antonio Gates)         | Principal  | Principal    | Principal  |
| Michelle Beltran (esposa de Brian Quick)      |            | Participação | Principal  |
| Amber Nichole Miller (namorada de Tito Ortiz) |            |              | Principal  |
| Dominique Penn (esposa de Donald Penn)        |            |              | Principal  |
|                                               | Ex         |              |            |
| Ashley North (noiva de Dashon Goldson)        | Principal  | Participação |            |
| Sophia Pierson                                |            | Principal    |            |
| Tia Shipman                                   |            | Principal    |            |